# جينيفر لوف هيويت
جينيفر لوف هيويت (بالإنجليزية: Jennifer Love Hewitt)‏ هي ممثلة ومنتجة ومخرجة ومؤلفة ومغنية وكاتبة أغاني أمريكية ولدت في يوم 21 فبراير 1979 في مدينة واكو في ولاية تكساس في الولايات المتحدة، بدأت التمثيل أثناء طفولتها في عمر العاشرة ومثلت في مسلسل الأطفال Kids Incorporated في سنة 1989 على قناة ديزني وبعد ذلك مثلت في مسلسل Party of Five في سنة 1995 والذي عرض على قناة فوكس حيث مثلت به دور سارة ريفز ميرن، وعلى صعيد السينما اشتهرت بعد تمثيلها في فيلم الرعب أعرف ماذا فعلت الصيف الماضي في سنة 1997.
في سنة 2005 إلى سنة 2010 مثلت في مسلسل شبح هامس حيث مثلت به دور ميليندا غوردون وبواسطة هذا الدور فازت بجائزتي زحل في سنة 2007 و2008 على التوالي. في سنة 2012 و2013 مثلت في مسلسل The Client List وترشحت لنيل جائزة غولدن غلوب، وفي سنتي 2014 و2015 مثلت دور العميلة الخاصة كيت كالاهان في مسلسل عقول إجرامية، بالإضافة إلى التمثيل عملت أيضاً في إنتاج بعض أعمالها الدرامية والسينمائية.
لها تجربة أيضاً في الغناء وقد سبق أن وقّعت عقد تسجيل مع كل من شركتي تسجيلات أتلانتيك وتسجيلات جايف وقد اشتهرت بأغنية How Do I Deal في سنة 1999 والتي احتلت المركز التاسع والخمسين على قائمة بيلبورد هوت 100، ظهرت صورها أيضاً عدة مرات على أغلفة مجلة مكسيم، فيما اختارتها قناة غايد كأكثر ممثلة درامية مثيرة في سنة 2008.

## مواقع خارجية
- جينيفر لوف هيويت على موقع IMDb (الإنجليزية)
- جينيفر لوف هيويت على موقع ميتاكريتيك (الإنجليزية)
- جينيفر لوف هيويت على موقع روتن توميتوز (الإنجليزية)
- جينيفر لوف هيويت على موقع قاعدة بيانات الأفلام العربية
- جينيفر لوف هيويت على موقع ألو سيني (الفرنسية)
- جينيفر لوف هيويت على موقع ميوزك برينز (الإنجليزية)
- جينيفر لوف هيويت على موقع رولينغ ستون (الإنجليزية)
- جينيفر لوف هيويت على موقع تيرنر كلاسيك موفيز (الإنجليزية)
- جينيفر لوف هيويت على موقع أول موفي (الإنجليزية)
- جينيفر لوف هيويت على موقع بوكس أوفيس موجو (الإنجليزية)